# Albert Herrmann (Politiker)
Albert Herrmann (* 28. Februar 1892 in Straßburg; † 23. April 1977 in Karlsruhe) war ein badischer Verwaltungsjurist und Kommunalpolitiker, zuletzt als Oberbürgermeister von Konstanz von 1933 bis 1945 und von Pforzheim vom 23. Januar 1945 bis zum 16. April 1945.

## Leben
Nach dem Abitur 1910 am protestantischen (altsprachlichen) Gymnasium in Straßburg leistete er seinen Wehrdienst. Er studierte anschließend in Straßburg, Berlin und Kiel Rechtswissenschaften. In Straßburg wurde er 1911 Mitglied der Burschenschaft Arminia.
Mit Beginn des Ersten Weltkrieges August 1914 wurde er zu einer Artillerieeinheit an die Westfront eingezogen. Im Januar 1915 folgte eine kurze Beurlaubung zur Ablegung der ersten juristischen Staatsprüfung (Referendar-Examen). Mitte 1915 meldete sich der inzwischen zum Leutnant beförderte Artillerieoffizier Herrmann freiwillig zur Fliegertruppe, bei der er bis Kriegsende verbleibt.
Nach dem Referendariat 1921 wurde er in das Beamtenverhältnis als Regierungsassessor im badischen Innenministerium in Karlsruhe übernommen. Ab 1922 wechselte er in ein städtisches Beamtenverhältnis und wurde Rechtsrat bei der Stadtverwaltung Karlsruhe; ab 1927 Oberrechtsrat und Leiter des städtischen Rechtsamtes. Im Februar 1932 wurde er Bürgermeister der Stadt Durlach. Am 21. März 1933 wurde er durch zwei vom badischen NS-Innenminister eingesetzte NS-Kommissare in der freien Amtsausübung eingeschränkt und beaufsichtigt; nach seiner Beschwerde beim NS-Gauleiter und Reichsstatthalter Robert Wagner wurde ihm der frei gewordene OB-Posten in Konstanz angeboten; zunächst kommissarisch, weil nach der badischen Gemeindeordnung noch die Wahl durch den Konstanzer Bürgerausschuss erforderlich sei. Herrmann erbat Bedenkzeit, sagt nach einigen Tagen dann aber zu. Am 6. Mai 1933 folgte die vorläufige Ernennung zum kommissarischen Oberbürgermeister von Konstanz. Am 26. Mai 1933 wählte der Konstanzer Bürgerausschuss Albert Herrmann einstimmig zum Oberbürgermeister und Nachfolger von Otto Moericke. Das NSDAP-Mitglied Leopold Mager (1895–1966) wurde als Bürgermeister eingesetzt. Albert Herrmann war bislang parteilos, trat jedoch zum 1. Mai 1933 in die NSDAP ein (Mitgliedsnummer 3.080.406).
Anfang März 1934 verfasste Herrmann die lokalpolitisch bedeutsame Denkschrift "Grenzstadtnöte und Grenzstadtaufgaben in Konstanz". Diesem Programm folgend beschlossen Herrmann und Mager „Maßnahmen zur Verbesserung der individuellen Lebensperspektiven“, die unter anderem die Schaffung von Arbeitsplätzen, die Förderung des Sports, den Eigenheimbau, die Verkehrssituation und den Bau von Bädern vorsahen.
Am 20. Oktober 1934 eröffneten sie mit der Premiere des Stückes „Der Sieger“ von Albert Forster die Renovierung und Modernisierung des Stadttheaters. Im selben Jahr folgte der Entschluss das erste moderne Hallenschwimmbad am See zu bauen, das Kur- und Hallenbad. Am 20. Oktober 1935 wurde die neuerbaute Konstanzer „Bodensee-Kampfbahn“ für 32.000 Zuschauer mit einem Fußballspiel des FC Schalke 04 gegen FC Lausanne-Sport eröffnet. Mit dem Ausbau des Straßenverkehrs der „Horst-Wessel-Brücke“, heute Alte Rheinbrücke, mit einer Bahnunterführung und Verdopplung der Fahrbahnen verschwand das alte Sternenviertel, der heutige Sternenplatz.
Bereits zum Beginn des Zweiten Weltkrieges wurde Herrmann zum Kriegsdienst in der deutschen Wehrmacht/Luftwaffe eingezogen; letzter Dienstrang ab 1944 Major. Bürgermeister Leopold Mager führte während der gesamten Kriegszeit die Amtsgeschäfte in der Konstanzer Stadtverwaltung. Die Amtszeit dauert bis 1945. Mit dem Ende des Zweiten Weltkrieges wurde Herrmann von der französischen Militärverwaltung aus dem OB-Amt entlassen. Josef Benz wurde am 12. Mai 1945 Nachfolger von Herrmann.
1950 wurde er als Rechtsanwalt zugelassen.